# Lista hokeistów Detroit Red Wings
Lista wszystkich graczy Detroit Red Wings w historii.
A • B • C • D • E • F • G • H • I • J • K • L • Ł • M • N • O • P • Q • R • S • T • U • V • W • Z

## A
Gerry Abel,
Sid Abel,
Gene Achtymichuk,
Greg C. Adams,
Micah Aivazoff,
Gary Aldcorn,
Keith Allen,
Ralph „Red” Almas,
Dave Amadio,
Dale Anderson,
Earl Anderson,
Ron Anderson,
Tommy Anderson,
Al Arbour,
Jack Arbour (Cougars),
Murray Armstrong,
Brent Ashton,
Oscar „Ossie” Asmundson,
Pierre Aubry,
Philippe Audet,
Larry Aurie (Cougars, Falcons i Wings),
Sean Avery,

## B
Pete Babando,
Bob Bailey,
Garnet „Ace” Bailey,
Doug Baldwin,
Doug Barkley,
Ryan Barnes,
Dave Barr,
John Barrett,
Marty Barry,
Hank Bassen,
Frank Bathe,
Andy Bathgate,
Bob Baun,
Siergiej Bautin,
Jack Beattie,
Clarence „Dick” Behling,
Pete Bellefeuille (Cougars),
Frank Bennett,
Gordon „Red” Berenson,
Michel Bergeron,
Marc Bergevin,
Gary Bergman,
Thommie Bergman,
Fred Berry,
Todd Bertuzzi,
Phil Bessler,
Pete Bessone,
Allan Bester,
Bill Beveridge (Cougars),
Tom Bissett,
Steve Black,
Tom Bladon,
Mike Blaisdell,
Mike Bloom,
John Blum,
Marc Boileau,
Patrick Boileau,
Gilles Boisvert,
Leo Boivin,
Ivan Boldirev,
Dan Bolduc,
Marcel Bonin,
Darryl Bootland,
Henry Boucha,
Claude Bourque,
Ralph „Scotty” Bowman,
Rick Bowness,
Irwin „Yank” Boyd,
John Brenneman,
Carl Brewer,
Mel Bridgman,
Archie Briden (Cougars),
Bernie Brophy (Cougars),
Adam Brown,
Andy Brown,
Arnie Brown,
Connie Brown,
Doug Brown,
Gerry Brown,
Larry Brown,
Stan Brown (Cougars),
Jeff Brubaker,
Ed Bruneteau,
Modere „Mud” Bruneteau,
Bill Brydge (Cougars),
Johnny Bucyk,
Tony Bukovich,
Hy Buller,
Charlie Burns,
Shawn Burr,
Cummy Burton,
Eddie Bush,
Walter Buswell,
Jurij Bucajew,
Dmitrij Bykow,

## C
Kyle Calder,
Al Cameron,
Craig Cameron,
Colin Campbell,
Terry Carkner,
Billy Carroll,
Greg Carroll,
Dwight Carruthers,
Frank Carson (Falcons i Wings),
Jimmy Carson,
Joe Carveth,
František Černík,
John Chabot,
Milan Chalupa,
Bob Champoux,
Guy Charron,
Lude Check,
Chris Chelios,
Tim Cheveldae,
Real Chevrefils,
Alain Chevrier,
Steve Chiasson,
Dino Ciccarelli,
Chris Cichocki,
Wendel Clark,
Daniel Cleary,
Rejean Cloutier,
Roland Cloutier,
Steve Coates,
Paul Coffey,
Bill Collins,
Brian Conacher,
Charlie Conacher,
Jim Conacher,
Roy Conacher,
Alec Connell (Falcons),
Wayne Connelly,
Bobby Connors (Cougars),
Bob Cook,
Carson Cooper (Cougars i Falcons),
Norm Corcoran,
Murray Costello,
Gerry Couture,
Danny Cox (Falcons),
Bart Crashley,
Murray Craven,
Bobby Crawford,
Jimmy Creighton (Falcons),
Cory Cross,
Doug Crossman,
Gary Croteau,
Troy Crowder,
Roger Crozier,
Wilf Cude,
Barry Cullen,
Mark Cullen,
Ray Cullen,
Jim Cummins,
Ian Cushenan,

## D
Pawieł Daciuk,
Frank Daley (Cougars),
Joe Daley,
Mathieu Dandenault,
Bob Davis,
Lorne Davis,
Mal Davis,
Billy Dea,
Don Deacon,
Nelson DeBenedet,
Denis DeJordy,
Gilbert Delorme,
Alex Delvecchio,
Boyd Devereaux,
Al Dewsbury,
Ed Diachuk,
Bob Dillabough,
Cecil Dillon,
Bill Dineen,
Peter Dineen,
Connie Dion,
Marcel Dionne,
Par Djoos,
Gary Doak,
Bobby Dollas,
Clarence Dolson (Cougars i Falcons),
John Doran,
Lloyd „Red” Doran,
Ken Doraty,
Kent Douglas,
Les Douglas,
Dallas Drake,
Kris Draper,
Rene Drolet,
Clare Drouillard,
Gilles Dube,
Steve Duchesne,
Ron Duguay,
Lorne Duguid,
Blake Dunlop,
Art Duncan (Cougars),

## E
Bruce Eakin,
Murray Eaves,
Tim Ecclestone,
Roy Edwards,
Pat Egan,
Gerry Ehman,
Boris Elik,
Darren Eliot,
Matt Ellis,
Hap Emms (Falcons i Wings),
Jonathan Ericsson
Anders Eriksson,
Bob Errey,
Bob Essensa,
Chris Evans,
Stewart Evans (Falcons i Wings),

## F
Bob Falkenberg,
Alex Faulkner,
Bernie Federko,
Brent Fedyk,
Lorne Ferguson,
Mark Ferner,
Guyle Fielder,
Wiaczesław Fietisow,
Tommy Filmore (Falcons),
Siergiej Fiodorow,
Jiří Fischer,
Dunc Fisher,
Joe Fisher,
Valtteri Filppula,
Lee Fogolin Sr.,
Rick Foley,
Mike Foligno,
Bill Folk,
Len Fontaine,
Val Fonteyne,
Dwight Foster,
Harry „Yip” Foster,
Frank Foyston (Cougars),
Bob Francis,
Jimmy Franks,
Johan Franzén,
Gord Fraser (Cougars),
Frank Fredrickson (Cougars i Falcons),
Tim Friday,
Miroslav Fryčer,
Robbie Ftorek,

## G
Bill Gadsby,
Jody Gage,
Art Gagne (Falcons),
Dave Gagnon,
John Gallagher,
Gerard Gallant,
George Gardner,
Danny Gare,
Johan Garpenlöv,
Dave Gatherum,
Fern Gauthier,
George Gee,
Ed Giacomin,
Roy „Gus” Giesebrecht,
Gilles Gilbert,
Brent Gilchrist,
Todd Gill,
Art Giroux,
Larry Giroux,
Lorry Gloeckner,
Fred Glover,
Howie Glover,
Warren Godfrey,
Pete Goegan,
Bob Goldham,
Leroy Goldsworthy (Falcons i Wings),
Jan Gołubowski,
Ebbie Goodfellow (Cougars, Falcons i Wings),
Fred Gordon (Cougars),
Teddy Graham,
Danny Grant,
Doug Grant,
Leo Gravelle,
Adam Graves,
Gerry Gray,
Harrison Gray,
Rick Green,
Stu Grimson,
Lloyd Gross,
Don Grosso,
Danny Gruen,
Bep Guidolin,

## H
Marc Habscheid,
Lloyd Haddon,
Gordon Haidy,
Harold „Slim” Halderson (Cougars),
Len Haley,
Bob Halkidis,
Glenn Hall,
Murray Hall,
Doug Halward,
Jean Hamel,
Ted Hampson,
Glen Hanlon,
Dave Hanson,
Emil Hanson,
Terry Harper,
Billy Harris,
Ron Harris,
Ted Harris,
Gerry Hart,
Harold „Gizzy” Hart (Cougars),
Doug Harvey,
Fred „Buster” Harvey,
Dominik Hašek,
Derian Hatcher,
Ed Hatoum,
George Hay (Cougars, Falcons i Wings),
Jim Hay,
Galen Head,
Rich Healey,
Paul Henderson,
Jack Hendrickson,
Jimmy Herberts (Cougars),
Art Herchenratter,
Bryan Hextall Jr.,
Dennis Hextall,
Hal Hicks (Cougars i Falcons),
Glenn Hicks,
Tim Higgins,
Jim Hiller,
Wilbert „Dutch” Hiller,
Larry Hillman,
John Hilworth,
Kevin Hodson,
Bill Hogaboam,
Ken Holland,
William „Flash” Hollett,
Bucky Hollingworth,
Charlie Holmes,
Hap Holmes (Cougars),
Tomas Holmström,
Johnny Holota,
Pete Horeck,
Doug Houda,
Jimmy Howard,
Gordie Howe,
Mark Howe,
Syd Howe,
Steve Hrymnak,
Willie Huber,
Jiří Hudler,
Ronnie Hudson,
Brent Hughes,
James „Rusty” Hughes (Cougars),
Brett Hull,
Dennis Hull,
Matt Hussey,

## I
Miroslav Ihnačák,
Peter Ing,
Earl Ingarfield Jr.,
Ron Ingram,

## J
Harold Jackson,
Lou Jankowski,
Gary Jarrett,
Pierre Jarry,
Larry Jeffrey,
Bill Jennings,
Al Jensen,
Al Johnson,
Brian Johnson,
Dan Johnson,
Earl Johnson,
Greg Johnson,
Larry Johnston,
Ed Johnstone,
Greg Joly,
Alvin „Buck” Jones,
Curtis Joseph,
Eddie Joyal,

## K
Frank „Red” Kane,
Al Karlander,
John „Red” Keating,
Gordon „Duke” Keats (Cougars),
Dave Kelly,
Leonard „Red” Kelly,
Pete Kelly,
Forbes Kennedy,
Sheldon Kennedy,
Alan Kerr,
Brian Kilrea,
Hec Kilrea (Falcons i Wings),
Ken Kilrea,
Wally Kilrea,
Kris King,
Scott King,
Mark Kirton,
Kelly Kisio,
Chapman „Hobie” Kitchen (Cougars),
Petr Klíma,
Mike Knuble,
Joe Kocur,
Ladislav Kohn,
Steve Konroyd,
Władimir Konstantinow,
Tomáš Kopecký,
Jim Korn,
Mike Korney,
Chris Kotsopoulos,
Wiaczesław Kozłow,
Dale Krentz,
Niklas Kronwall,
Jim Krulicki,
Uwe Krupp,
Gord Kruppke,
Mike Krushelnyski,
Dave Kryskow,
Mark Kumpel,
Maksim Kuzniecow,

## L
Leo Labine,
Dan Labraaten,
Randy Ladouceur,
Mark Laforest,
Claude LaForge,
Roger Lafreniere,
Serge Lajeunesse,
Hec Lalande,
Joe Lamb,
Mark Lamb,
Lane Lambert,
Marc Lamothe,
Robert Lang,
Josh Langfeld,
Albert Langlois,
Darryl Laplante,
Martin Lapointe,
Rick Lapointe,
Reed Larson,
Brian Lavender,
Danny Lawson,
Reggie Leach,
Jim Leavins,
Brett Lebda,
Fern LeBlanc,
Jean-Paul LeBlanc,
Rene LeClerc,
Manny Legace,
Claude Legris,
Real Lemieux,
Tony Leswick,
Dave Lewis,
Herbie Lewis (Cougars, Falcons i Wings),
Nick Libett,
Tony Licari,
Nicklas Lidström,
Andreas Lilja,
Ted Lindsay,
Carl Liscombe,
Ed Litzenberger,
Bill Lochead,
Mark Lofthouse,
Claude Loiselle,
Barry Long,
Clem Loughlin (Cougars),
Ron Low,
Larry Lozinski,
Dave Lucas,
Don Luce,
Harry Lumley,
Len Lunde,
Tord Lundstrom,
Pat Lundy,
Chris Luongo,
George Lyle,
Jack Lynch,
Vic Lynn,

## Ł
Igor Łarionow,

## M
Joey MacDonald,
Lowell MacDonald,
Parker MacDonald,
Bruce MacGregor,
Calum MacKay,
Howard Mackie,
Donald MacLean,
Paul MacLean,
Rick MacLeish,
Brian MacLellan,
John MacMillan,
Jamie Macoun,
Frank Mahovlich,
Pete Mahovlich,
Mark Major,
Dan Maloney,
Steve Maltais,
Kirk Maltby,
Randy Manery,
Ken Mann,
Bob Manno,
Norm Maracle,
Lou Marcon,
Gus Marker,
Daniił Markow,
Brad Marsh,
Gary Marsh,
Bert Marshall,
Clare Martin,
Hubert „Pit” Martin,
Don Martineau,
Steve Martinson,
Charlie Mason,
Roland Matte (Cougars),
Gary McAdam,
Jerome „Jud” McAtee,
Stan McCabe (Cougars i Falcons),
Doug McCaig,
Rick McCann,
Tom McCarthy,
Darren McCarty,
Kevin McClelland,
Bob McCord,
Dale McCourt,
Bill McCreary Sr.,
Brad McCrimmon,
Brian McCutcheon,
Ab McDonald,
Byron „Butch” McDonald,
Wilfred „Bucko” McDonald,
Al McDonough,
Bill McDougall,
Peter McDuffe,
Mike McEwen,
Jim McFadden,
Bob McGill,
Tom McGratton,
Bert McInenly (Falcons),
Jack McIntyre,
Doug McKay,
Randy McKay,
Walt McKechnie,
Tony McKegney,
Don McKenney,
Bill McKenzie,
John McKenzie,
Andrew McKim,
Rollie McLenahan,
Al McLeod,
Don McLeod,
Mike McMahon,
Max McNab,
Billy McNeill,
Stu McNeill,
Basil McRae,
Chris McRae,
Pat McReavy,
Derek Meech,
Harry Meeking (Cougars),
Tom Mellor,
Gerry Melnyk,
Barry Melrose,
Howie Menard,
Glenn Merkosky,
Corrado Micalef,
Nick Mickoski,
Hugh Millar,
Greg Millen,
Kevin Miller,
Perry Miller,
Tom Miller,
Eddie Mio,
Dmitrij Mironow,
John Miszuk,
Bill Mitchell,
Ron Moffatt,
John Mokosak,
Garry Monahan,
Hank Monteith,
Don Morrison,
Jim Morrison,
Rod Morrison,
Dean Morton,
Gus Mortson,
Alex Motter,
Johnny Mowers,
Mark Mowers,
Wayne Muloin,
Don Murdoch,
Brian Murphy,
Joe Murphy,
Larry Murphy,
Ron Murphy,
Ken Murray,
Terry Murray,
Anders Myrvold,

## N
Jim Nahrgang,
Václav Nedomanský,
Rick Newell,
John Newman (Falcons),
Eddie Nicholson,
Jim Niekamp,
Jim Nill,
Reg Noble (Cougars i Falcons),
Ted Nolan,
Brad Norton,
Lee Norwood,
Hank Nowak,

## O
Russell Oatman (Cougars),
Mike O’Connell,
Adam Oates,
Gerry Odrowski,
John Ogrodnick,
Fredrik Olausson,
Murray Oliver,
Dennis Olson,
Jimmy Orlando,
Mark Osborne,
Chris Osgood,

## P
Pete Palangio (Cougars),
Brad Park,
Joe Paterson,
George Patterson,
Butch Paul,
Marty Pavelich,
Jim Pavese,
Mark Pederson,
Bert Peer,
Bob Perreault,
Jimmy Peters,
Jimmy Peters Jr.,
Brent Peterson,
Gordon Pettinger,
Robert Picard,
Alex Pirus,
Rob Plumb,
Nels Podolsky,
Bud Poile,
Don Poile,
Dennis Polonich,
Poul Popiel,
Marc Potvin,
Dean Prentice,
Noel Price,
Keith Primeau,
Bob Probert,
André Pronovost,
Marcel Pronovost,
Metro Prystai,
Cliff „Fido” Purpur,
Chris Pusey,
Jamie Pushor,
Nelson Pyatt,

## Q
Bill Quackenbush,
Kyle Quincey,

## R
Yves Racine,
Brian Rafalski,
Clare Raglan,
Mike Ramsey,
Bill Ranford,
Matt Ravlich,
Marc Reaume,
Billy Reay,
Mickey Redmond,
Earl Reibel,
Jerry Reid,
Leo Reise,
Dave Richardson,
Terry Richardson,
Steve Richmond,
Vincent Riendeau,
Dennis Riggin,
Jack Riley,
James Riley (Cougars),
Bob Ritchie,
Jamie Rivers,
Wayne Rivers,
John Roach,
Phil Roberto,
Doug Roberts,
Earl Robertson,
Fred Robertson,
Torrie Robertson,
Nathan Robinson,
Luc Robitaille,
Mike Robitaille,
Desse Roche,
Earl Roche,
Dave Rochefort,
Leon Rochefort,
Harvey Rockburn (Cougars i Falcons),
Marc Rodgers,
Stacy Roest,
Dale Rolfe,
Felix „Rollie” Rossignol,
Orville „Rolly” Roulston,
Bob Rouse,
Tom Rowe,
Bernard Ruelle,
Pat Rupp,
Jim Rutherford,

## S
Borje Salming,
Barry Salovaara,
Mikael Samuelsson,
Ulf Samuelsson,
Ed Sandford,
Tomas Sandström,
Bob Sauve,
Terry Sawchuk,
Kevin Schamehorn,
Mathieu Schneider,
Jim Schoenfeld,
Dwight Schofield,
Enio Sclisizzi,
Earl Seibert,
Ric Seiling,
Brendan Shanahan,
Daniel Shank,
Jeff Sharples,
Doug Shedden,
Bobby Sheehan,
Tim Sheehy,
Frank Sheppard (Cougars),
Johnny Sheppard (Cougars),
Ray Sheppard,
John Sherf,
Gordon „Moose” Sherritt,
Jim Shires,
Steve Short,
Gary Shuchuk,
Dave Silk,
Mike Sillinger,
John „Cully” Simon,
Thain Simon,
Cliff Simpson,
Reggie Sinclair,
Darryl Sittler,
Bjorn Skaare,
Glen Skov,
Jiří Šlégr,
Al Smith,
Alex Smith (Falcons),
Brad Smith,
Brian Smith,
Carl „Winky” Smith,
Dalton „Nakina” Smith,
Derek Smith,
Floyd Smith,
Greg Smith,
Normie Smith (Falcons i Wings),
Rick Smith,
Ted Snell,
Harold Snepsts,
Sandy Snow,
Dennis Sobchuk,
Ken Solheim,
Bob Solinger,
John Sorrell (Falcons i Wings),
Fred Speck,
Ted Speers,
Irv Spencer,
Andre St. Laurent,
Sam St. Laurent,
Ron Stackhouse,
Ed Stankiewicz,
Harold Starr,
Wilfie Starr,
Vic Stasiuk,
Ray Staszak,
Frank Steele (Falcons),
Greg Stefan,
Pete Stemkowski,
Blair Stewart,
Gaye Stewart,
Jack Stewart,
Gordon Strate,
Art Stratton,
Barry Sullivan,
Bill Sutherland,

## T
John Taft,
Jean-Guy Talbot,
Chris Tancill,
Billy „The Kid” Taylor,
Ted Taylor,
Tim Taylor,
Larry Thibeault,
Steve Thomas,
Tiny Thompson,
Errol Thompson,
Bill Thomson,
Jerry Toppazzini,
Larry Trader,
Dave Trottier,
Percy Traub (Cougars),
Joe Turner,

## U
Norm Ullman,
Garry Unger,

## V
Rogatien Vachon,
Eric Vail,
Rick Vasko,
Darren Veitch,
Pat Verbeek,
Mike Vernon,
Dennis Vial,
Doug Volmar,
Carl Voss,

## W
Jack Walker (Cougars),
Bob Wall,
Jesse Wallin,
Wes Walz,
Aaron Ward,
Eddie Wares,
Bryan Watson,
Harry Watson,
Jim Watson,
Brian Watts,
Tom Webster,
Cooney Weiland,
Stan Weir,
Carl Wetzel,
Bob Whitelaw,
Ray Whitney,
Archie Wilder,
Bob Wilkie,
Burr Williams,
Dave „Tiger” Williams,
Fred Williams,
Jason Williams,
Johnny Wilson,
Larry Wilson,
Rick Wilson,
Ross „Lefty” Wilson,
Murray Wing,
Eddie Wiseman,
Steve Wochy,
Benny Woit,
Mike Wong,
Paul Woods,
Jason Woolley,
Ken Wregget,
Larry Wright,

## Y
Jason York,
B.J. Young,
Doug Young (Falcons i Wings),
Howie Young,
Warren Young,
Paul Ysebaert,
Steve Yzerman,

## Z
Larry Zeidel,
Ed Zeniuk,
Henrik Zetterberg,
Rick Zombo,
Rudy Zunich,